# Riders in the Sky (film)
Riders in the Sky è un film del 1949 diretto da John English.
È un western statunitense a sfondo musicale con Gene Autry, Gloria Henry e Pat Buttram. È basato sul racconto breve del 1948 A Fool and His Gold di Herbert A. Woodbury (pubblicato su Ranch Romances Magazine).

## Produzione
Il film, diretto da John English su una sceneggiatura di Gerald Geraghty e un soggetto di Herbert A. Woodbury, fu prodotto da Armand Schaefer per la Gene Autry Productions e girato nell'Iverson Ranch a Chatsworth, Los Angeles, e a Pioneertown, in California, dall'8 al 28 agosto 1949.

## Distribuzione
Il film fu distribuito negli Stati Uniti dal 29 novembre 1949 al cinema dalla Columbia Pictures.
Altre distribuzioni:
- in Germania Ovest il 13 febbraio 1953 (Gespensterreiter)
- in Finlandia il 14 maggio 1954 (Pilvien ratsastajat)
- in Brasile (Cavaleiros do Céu)
- negli Stati Uniti (Beyond the Purple Hills)

## Promozione
Tra le tagline:
- Gene and Champion Ride To Glory!... as the range echoes to the stirring strains of the great cowboy ballad!
- GENE'S GREAT singing the greatest cowboy song hit in his greatest adventure drama!
- Thrill to Gene's singing of "Riders in the Sky"!
- A GREAT COWBOY BALLAD launches Gene on his most stirring adventure!
- Gene and Champion Ride To Glory!... as the range echoes to the stirring strains of the great cowboy ballad! GENE and CHAMPION RIDE TO GLORY!... as the range echoes to the stirring strains of the great cowboy ballad!